# Zbrush
Zbrush je profesionální grafický editor pro 3D a 2.5D modelování, texturování a malbu. Primární funkcí programu je vytváření highpoly modelů pro digitální animace, filmy a hry.
Zbrush používá dynamickou změnu rozlišení modelu (počtu polygonů), tzv. subdivision levels, při zachování možnosti návratu k nižším úrovním bez ztráty informací. Díky tomu je možné zpětně generovat normálovou mapu nebo displacement mapu pro původní lowpoly model. 3D model může být umístěn na virtuální plátno a převeden na 2.5D pomocí technologie tzv. pixolů. V takovém případě lze stále měnit osvětlení a další vlastnosti, avšak plná 3D reprezentace je ztracena. Takto lze na plátno umístit mnohem více modelů, než by bylo možné v 3D režimu.

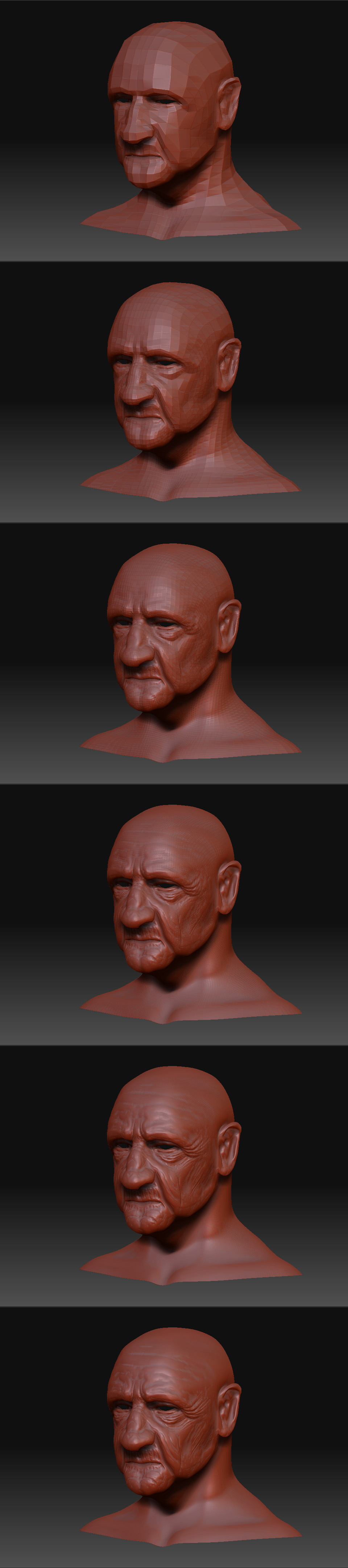
6 postupných subdivision levels modelu

## Historie
Zbrush byl vyvinut společností Pixologic, založenou Oferem Alonem a Jackem Rimokhem. Program byl prezentován v roce 1999 na konferenci SIGGRAPH. Demo verze 1.55 byla vydána v roce 2002 a verze 3.1 v roce 2007. Zbrush 4 pro Windows a Mac OS byl oznámen 21. dubna 2009 pro srpnové vydání, ale byl následně odložen. V září stejného roku byla vydána verze 3.5 s některými funkcemi plánovanými pro Zbrush 4.

## Hardwarové požadavky
| Hardware        | Minimum                                                                    | Doporučeno                                                                      |
| --------------- | -------------------------------------------------------------------------- | ------------------------------------------------------------------------------- |
| Procesor        | P4 nebo AMD Opteron nebo Athlon64 procesor (Musí obsahovat rozšíření SSE2) | Pentium D nebo novější (nebo ekvivalentní, např. AMD Athlon 64 X2 nebo novější) |
| Paměť RAM       | 1 GB                                                                       | 6 GB                                                                            |
| Display         | Rozlišení 1280×1024, 32bitový                                              | Rozlišení 1280×1024 nebo vyšší, 32bitový                                        |
| Úložné zařízení |                                                                            | 16 GB volného místa na pevném disku pro scratch disk                            |

| Hardware        | Požadované                                           |
| --------------- | ---------------------------------------------------- |
| Procesor        | Intel Macintosh                                      |
| Paměť RAM       | 2 GB pro milionové počty polygonů, 6 GB doporučené   |
| Display         | Rozlišení 1280×1024, nastavené na miliony barev      |
| Úložné zařízení | 16 GB volného místa na pevném disku pro scratch disk |

## Pixol
Pixol je datová struktura pro ukládání obrazových informací v 2.5D. Podobně jako pixel obsahuje X a Y souřadnice na virtuálním plátně a hodnotu barvy. Navíc však přidává informace o materiálu, Z souřadnici (hloubku od kamery) a orientaci (normálu).

## Možnosti
Mezi hlavní funkce programu patří:

### Skulptování a 3D štětce
Zbrush umožňuje tvarovat 3D model podobným způsobem jako sochař. Využívá k tomu 3D štětce (anglicky 3D brushes), které určitým způsobem ovlivňují povrch modelu. Funkce štětců se liší od posouvání části modelu či přidávání objemu po vyhlazování nebo zploštění povrchu. Každý štětec přitom má dodatečné nastavení funkce.

### Polypainting
Polypainting je metoda malby na povrch objektu s možností následného exportu textury pro 3D model. Hodnota barvy je uložena společně s každým vertexem modelu a rozlišení malby tedy závisí na počtu polygonů modelu.

### Dynamesh
Dynamesh umožňuje dynamickou změnu topologie modelu při zachování konstantní hustoty polygonů. Po změně modelu, která způsobí přílišné natažení polygonů je možné model regenerovat a dynamesh přidá v tomto místě dodatečné vertexy. Další funkcí dynamesh je spojení protínajících se povrchů, podobné booleanovským operacím.